# بشر (اسم)
بشر هو اسم علم مذكر من أصل عربي، ومعناه هو الفرح السعادة، بشاشة الوجه، وهو مصدر قيل هو اسم ذي الكفل بشر بن النبي أيوب، وقد اختلفوا في نبوته وفي سبب تسميته.

## شخصيات تحمل الاسم
- بشر الحافي (769 – 28 ديسمبر 841)
- بشر الصبان
- بشر المريسي (القرن 8 – 833)
- بشر بن أبي خازم الأسدي (القرن 6 – )
- بشر بن البراء
- بشر بن المعتمر (القرن 8 – 825)
- بشر بن داود المهلبي
- بشر بن سحيم الغفاري الضمري الكناني
- بشر بن عبد الله
- بشر بن مروان ( – 694)

## وصلات خارجية
- موسوعة السلطان قابوس لأسماء العرب